# Karan Rastogi
Karan Rastogi, né le 8 octobre 1986 à Bombay, est un joueur de tennis professionnel indien puis hongkongais.

## Carrière
Sur le circuit junior, il est 4e mondial en 2004, notamment en atteignant les demi-finales de l'Open d'Australie. Il passe professionnel dès 2003.
Il remporte une médaille de bronze par équipe aux Jeux asiatiques en 2010.
Il joue pour l'équipe d'Inde de Coupe Davis dans le groupe continental en 2007, où il perd ses 3 matchs, puis dans le groupe mondial en 2011, où il perd le dernier match sans enjeu face à Janko Tipsarević.
Il remporte 7 tournois Future en simple entre 2006 et 2011. Sa meilleure performance dans un tournoi Challenger est un quart de finale à Chikmagalur en 2006.
Alors qu'il est considéré comme un grand espoir du tennis indien, il arrête sa carrière professionnelle prématurément, dès 2012, à cause de blessures à répétition.
Par la suite, Rastogi entame une carrière d'entraîneur. Il déménage à Hong Kong en 2012 et y entraîne les équipes nationales de Coupe Davis (en 2013) et de Fed Cup. La Hong Kong Tennis Association lui propose par la suite de participer à la Coupe Davis en tant que joueur. Il joue ainsi en 2016 et 2017, et permet à sa nouvelle équipe d'intégrer le groupe II.